# 라오스 신국립경기장
라오스 신국립경기장(영어: New Laos National Stadium, 라오어: ສະ ຫນາມ ກິ ລາ ແຫ່ງ ຊາດ)은 라오스의 수도 비엔티안에 있는 라오스 국립 스포츠 컴플렉스 내에 있는 다목적 경기장으로 단지는 6개의 건물(2개의 실내 경기장, 수영 경기장, 테니스 코트, 사격장, 웜업풀)과 메인 경기장으로 구성된다.

## 개요
라오스 국립경기장을 대체할 새로운 국립경기장으로 2009년에 설립되었다. 수용 인원은 25,000명이며, 주로 축구 경기으로 사용되며, 라오스 축구 국가대표팀의 홈구장으로 이용된다.
2009년에는 제25회 동남아시아 경기 대회의 경기와 개회식과 폐회식 장소가 되었다. 따라서 시 게임 경기장으로 불리는 경우도 있다. 2011년에는 2014년 FIFA 월드컵 아시아 지역 1차 예선 캄보디아전이나, 2014년 FIFA 월드컵 아시아 지역 2차 예선 중국전에서 사용되었다.
2012년에는 제16회 아세안 유니버시아드 대회가 개최되었다.

## 건설
2007년 4월 3일 기공식을 하고, 2007년 10월 28일부터 본격적인 건설이 시작되어, 2009년 9월 22일 라오스 정부에 완성 인도가 이루어졌다. 건설사는 운남건공이며, 건설비는 운남건공이 9800만 달러의 대출을 받아 대납하고, 그 대가로 사이세타 종합 개발구의 개발권을 얻었다.

## 관리
경기장 주임인 쿤뻰구 카무만구 씨에 따르면, 대규모 경기장의 유지 관리에 막대한 비용이 소요되며, 교육 스포츠부로부터 일부 청소 자금을 마련하고 있지만 충분하지 않다고 설명하고 있다. 라오스 국가 스포츠위원회의 감독 하에 각 스포츠 연맹이 각자의 시설 유지하기로 합의했지만, 이 연맹도 시설을 유지할 예산이 없어 많은 시설이 방치되어 있다고 한다. 또한 전기 요금과 수도 요금 지불과 관리비로 매월 상당한 지출이 되어 곤란을 겪고 있다.

## 교통
비엔티안 중심가에서 멀리 떨어져 있기 때문에 버스나 택시 이용이 권장된다. 비엔티안의 왓따이 국제공항에서 택시로 약 30 ~ 40분 거리에 있다.